# Stenocybe
Stenocybe Nyl. ex Körb. (zniczek) – rodzaj grzybów z rodziny Mycocaliciaceae. Niektóre gatunki to grzyby naporostowe.

## Systematyka i nazewnictwo
Pozycja w klasyfikacji według Index Fungorum: Mycocaliciaceae, Mycocaliciales, Mycocaliciomycetidae, Eurotiomycetes, Pezizomycotina, Ascomycota, Fungi.
Nazwa polska według W. Fałtynowicza.
Gatunki występujące w Polsce:
- Stenocybe major Nyl. ex Körb. 1855[3] – zniczek większy
- Stenocybe pullatula (Ach.) Stein 1879 – zniczek drobny

Nazwy naukowe na podstawie Index Fungorum. Nazwy polskie według W. Fałtynowicza.